# Њукасл (Вајоминг)
Њукасл (енгл. Newcastle) град је у америчкој савезној држави Вајоминг.

## Демографија
По попису из 2010. године број становника је 3.532, што је 467 (15,2%) становника више него 2000. године.
| Група             | 2000.         | 2010.         |
| Белци             | 2.914 (95,1%) | 3.275 (92,7%) |
| Афроамериканци    | 4 (0,1%)      | 15 (0,4%)     |
| Азијати           | 9 (0,3%)      | 9 (0,3%)      |
| Хиспаноамериканци | 51 (1,7%)     | 119 (3,4%)    |
| Укупно            | 3.065         | 3.532         |